# Bjerkreim
Bjerkreim este o comună din provincia Rogaland, Norvegia.